# Königssittiche
Die Königssittiche (Alisterus) sind eine Gattung der Familie der Altweltpapageien (Psittaculidae). Es werden drei Arten zu dieser Gattung gezählt.

## Merkmale
Königssittiche erreichen eine Körperlänge zwischen 35 und 46 Zentimeter. Im Vergleich zur Körpergröße haben sie einen kleinen Schnabel, der eine glatte und wachsartig aussehende Oberfläche hat. Der Schwanz ist lang und gestuft.
Der Geschlechtsdimorphismus ist in der Regel stark ausgeprägt – Weibchen haben gewöhnlich weniger Rotanteile im Gefieder. Es gibt jedoch Unterarten, bei denen das Weibchen dem Männchen fast gleicht. Sie sind gute Flieger mit einem schnellen und geraden Flug.

## Verbreitungsgebiet und Lebensweise
Das Verbreitungsgebiet von Königssittichen ist der Osten Australiens, Neuguinea sowie die Molukken.
Königssittiche sind typische Waldbewohner, deren Höhenverbreitung von Tiefebenen bis in Höhenlagen von 2600 Höhenmetern reicht. Sie unternehmen in ihrem Verbreitungsgebiet teilweise jahreszyklische Wanderungen zwischen Tief- und Hochland.
Als Waldbewohner fressen Königssittiche vergleichsweise mehr Früchte als Papageien der offenen Landschaften. Ihr Nahrungsspektrum umfasst außerdem Samen, Beeren, Nüsse, Nektar, Blüten und Blütenknospen. In Gärten kann der in Australien vorkommende Königssittich zur Plage werden und frisst dort unter anderem Tomaten, Erbsen und Bohnen. Um Ernteschäden vorzubeugen, werden gelegentlich Abschussgenehmigungen erteilt, obwohl der Königssittich in Australien eine geschützte Art ist.
Königssittiche sind Höhlenbrüter, die zur Brut gewöhnlich sehr tiefe Höhlen in alten, mächtigen Bäumen aufsuchen. Das Gelege umfasst zwischen drei und sechs Eier. Es brütet allein das Weibchen, das vom Männchen außerhalb der Bruthöhle gefüttert wird. Die Brutzeit beträgt zwischen 18 und 21 Tage. Die Nestlingszeit beträgt zwischen 40 und 49 Tagen.

## Systematik
Zur Gattung der Königssittiche gehören folgende drei rezente Arten:
| Deutscher Name | Wissenschaftlicher Name                   | Verbreitung                                 | Gefährdungsstufe Rote Liste der IUCN | Anmerkungen | Bild                                                              |
| -------------- | ----------------------------------------- | ------------------------------------------- | ------------------------------------ | --- | ----------------------------------------------------------------- |
| Amboinasittich | Alisterus amboinensis (Linnaeus, 1766)    | Molukken und indonesischer Teil Neuguineas. | (Least Concern – nicht gefährdet)    | 6 Unterarten: A. a. amboinensis (Linnaeus, 1766) Buru-Königssittich (A. a. buruensis (Salvadori, 1876)) Salawati-Königssittich (A. a. dorsalis (Quoy & Gaimard, 1830)) Halmahera-Königssittich (A. a. hypophonius (S. Müller, 1843)) Sula-Königssittich (A. a. sulaensis (Reichenow, 1881)) Peleng-Königssittich (A. a. versicolor Neumann, 1939) Körperlänge bis 35 Zentimeter. Kopf, Hals und Unterseite dunkelrot. Fünf Unterarten haben grüne Flügel, A. a. hypophonius hat blaue Flügel. Orange Iris und dunkelgraue Beine. | Amboina-Königssittich (Alisterus amboinensis)                     |
| Papuasittich   | Alisterus chloropterus (Ramsay, 1879)     | Neuguinea                                   | (Least Concern – nicht gefährdet)    | 3 Unterarten: A. c. callopterus (D’Albertis & Salvadori, 1879) A. c. chloropterus (Ramsay, 1879) A. c. moszkowskii (Reichenow, 1911) Körperlänge bis 36 Zentimeter. Ausgeprägter Geschlechtsdimorphismus. Männchen haben ein breites blaues Nackenband, einen schwarzblauen Rücken und ein gelbgrünes Band auf den Flügeln. | Grünflügel-Königssittich (Alisterus chloropterus) ♂               |
| Königssittich  | Alisterus scapularis (Lichtenstein, 1818) | Verbreitungsgebiet des Königssittichs       | (Least Concern – nicht gefährdet)    | 2 Unterarten: A. s. scapularis (Lichtenstein, 1816) A. s. minor (Mathews, 1911) heimisch an der Ostküste Australiens Körperlänge bis 46 Zentimeter. Beim Männchen ist Kopf, Hals und Unterseite rot, Flügel und Rücken sind grün. Der Bürzel und der Schwanz ist blauschwarz. Der Oberschnabel ist rot und der Unterschnabel ist schwarz. Das Weibchen ist überwiegend grün, lediglich der Bauchbereich ist rot. Der Schnabel ist schwärzlich.                                                                                   | Königssittich (Alisterus scapularis) ♂ Vordergrund, ♀ Hintergrund |

## Haltung
Königssittich und Ambroina-Sittich werden seit längerem häufig gehalten. Der Grünflügel-Königssittich ist verglichen mit den beiden anderen Sittichen seltener in Gefangenschaftshaltung anzutreffen. Die Erstzucht beim Königssittich gelang 1880 (Deutschland), beim Grünflügel-Königssittich 1945 (Großbritannien) und beim Amboina-Königssittich 1974 (Deutschland).
Der Königssittich hat in Gefangenschaftshaltung ein Lebensalter von bis zu 26 Jahren und 7 Monaten erreicht.

## Einzelbelege
1. ↑  Forshaw: Australische Papageien. Band 2, S. 349.
2. ↑  Forshaw: Australische Papageien. Band 2, S. 353.
3. ↑   Forshaw: Australische Papageien. Band 2, S. 350.
4. 1 2   Forshaw: Parrots of the World.
5. ↑  W. Grummt, H. Strehlow (Hrsg.): Zootierhaltung Vögel. S. 381.
6. ↑   W. Grummt, H. Strehlow (Hrsg.): Zootierhaltung Vögel. S. 382.
7. 1 2   W. Grummt, H. Strehlow (Hrsg.): Zootierhaltung Vögel. S. 383.